# Ледечко
Ледечко (чеськ. Ledečko) — містечко і муніципалітет у Чехії, регіон Богемія, Середньочеський край, Кутногірський округ. Розташоване між Сазавою на заході і Ратаєм на південному сході. Вперше згадується в джерелах під 1291 роком. До муніципалітету входить село Враник (чеськ. Vraník). Населення — 205 осіб (2022).

## Географія
Ледечко розташоване на північному березі річки Сазава.

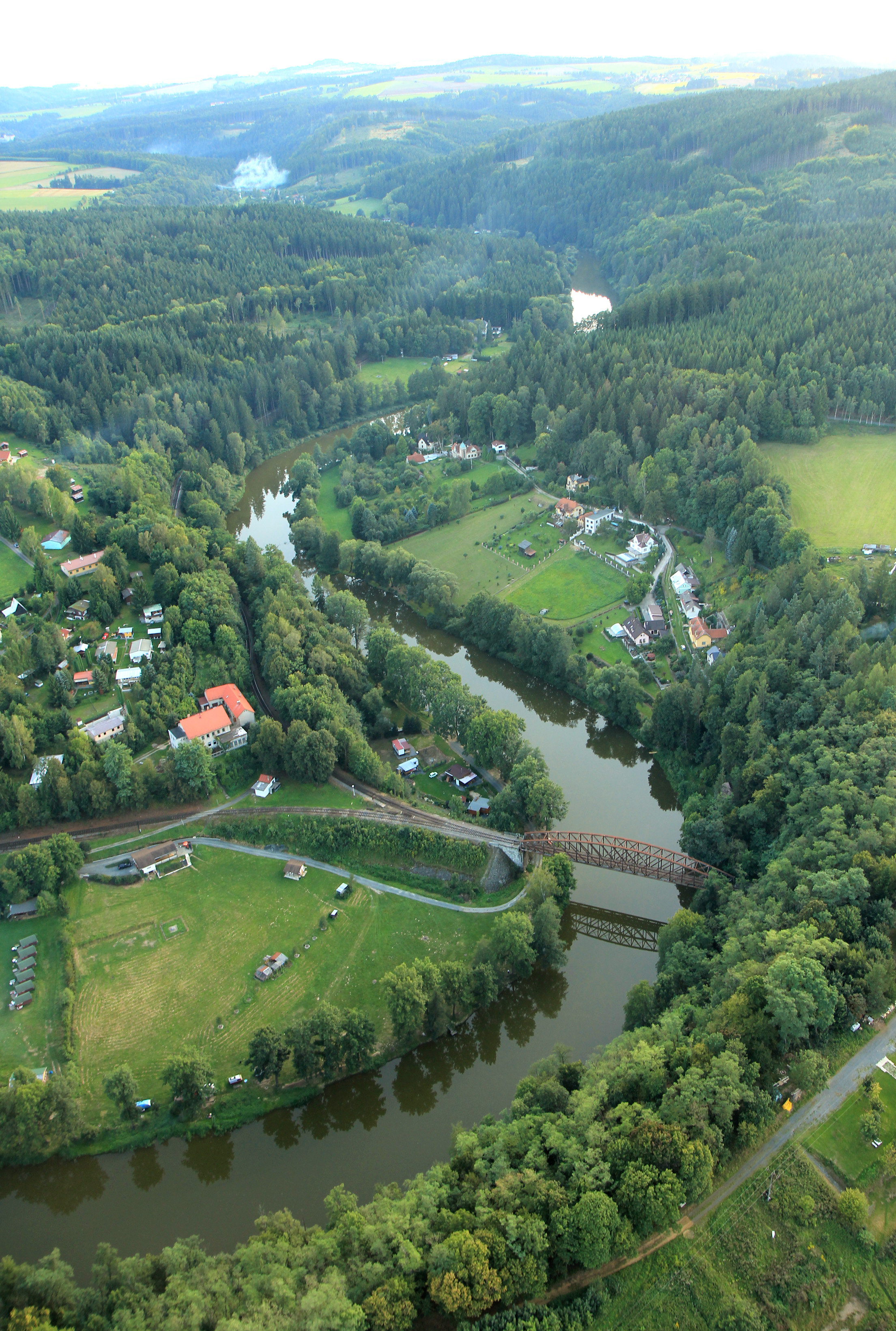
Сазава між Ратаєм і Ледечком

## Історія
Перша згадка в джерелах датується 1291 роком.

### Адміністративна історія
- 1850: Австрійська імперія, Богемське королівство, Пардубицький край, Колінський округ
- 1868: Австро-Угорщина, Богемське королівство, Кутногірський округ
- 1918: Чехословакія, Чеська земля, Кутногірський округ
- 1939: Німецька імперія, Богемія, Колінський оберладрат, Кутногірський округ
- 1942: Німецька імперія, Богемія, Празький оберладрат, Кутногірський округ
- 1949: Чехословакія, Чеська земля, Кутногірський округ
- 1949: Чехословакія, Празький край, Кутногірський округ
- 1960: Чехословакія, Середньочеський край, Кутногірський округ
- 2003: Чехія, Середньочеський край, Кутногірський округ

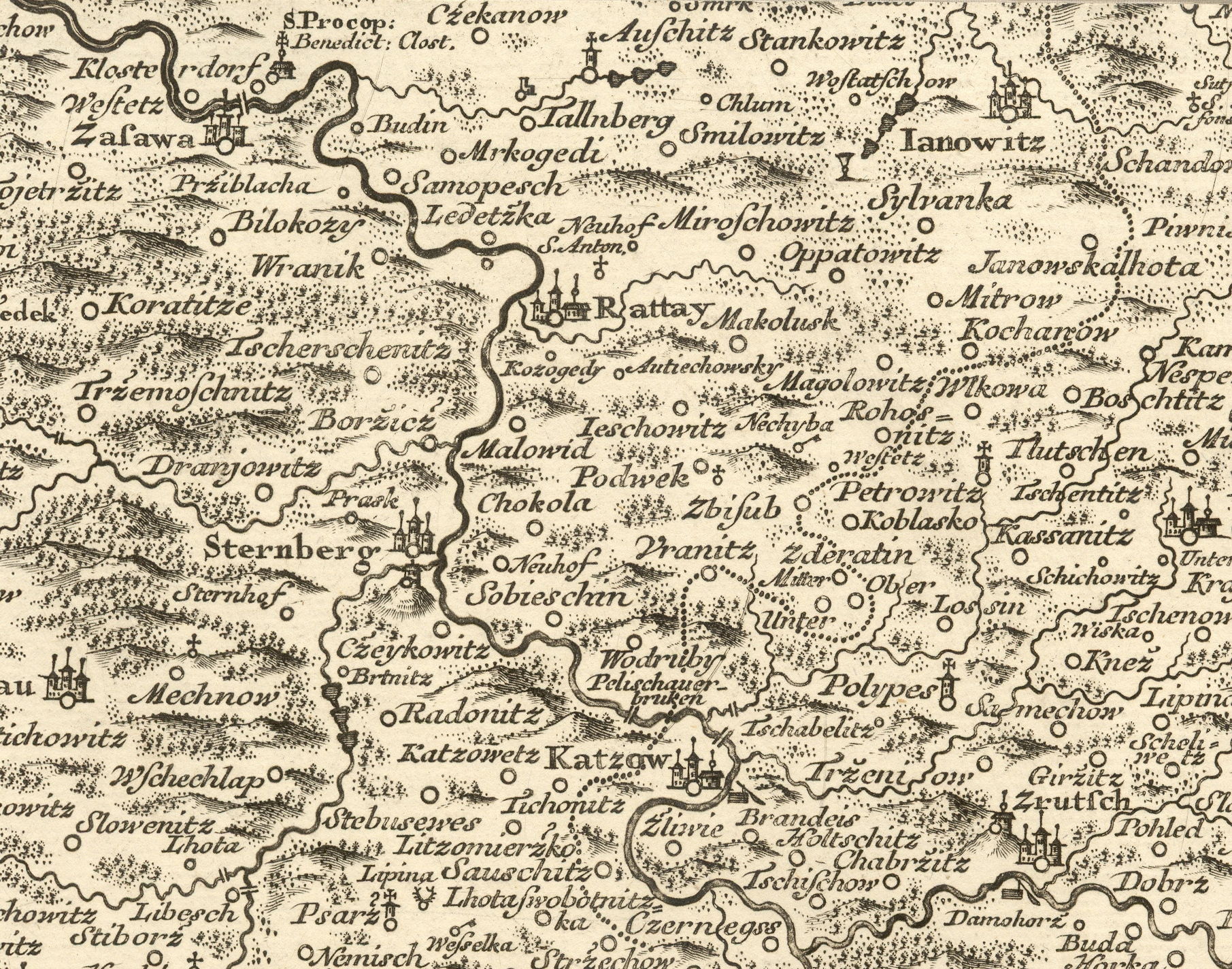
Ледечко (Й. Мюллер, 1720)
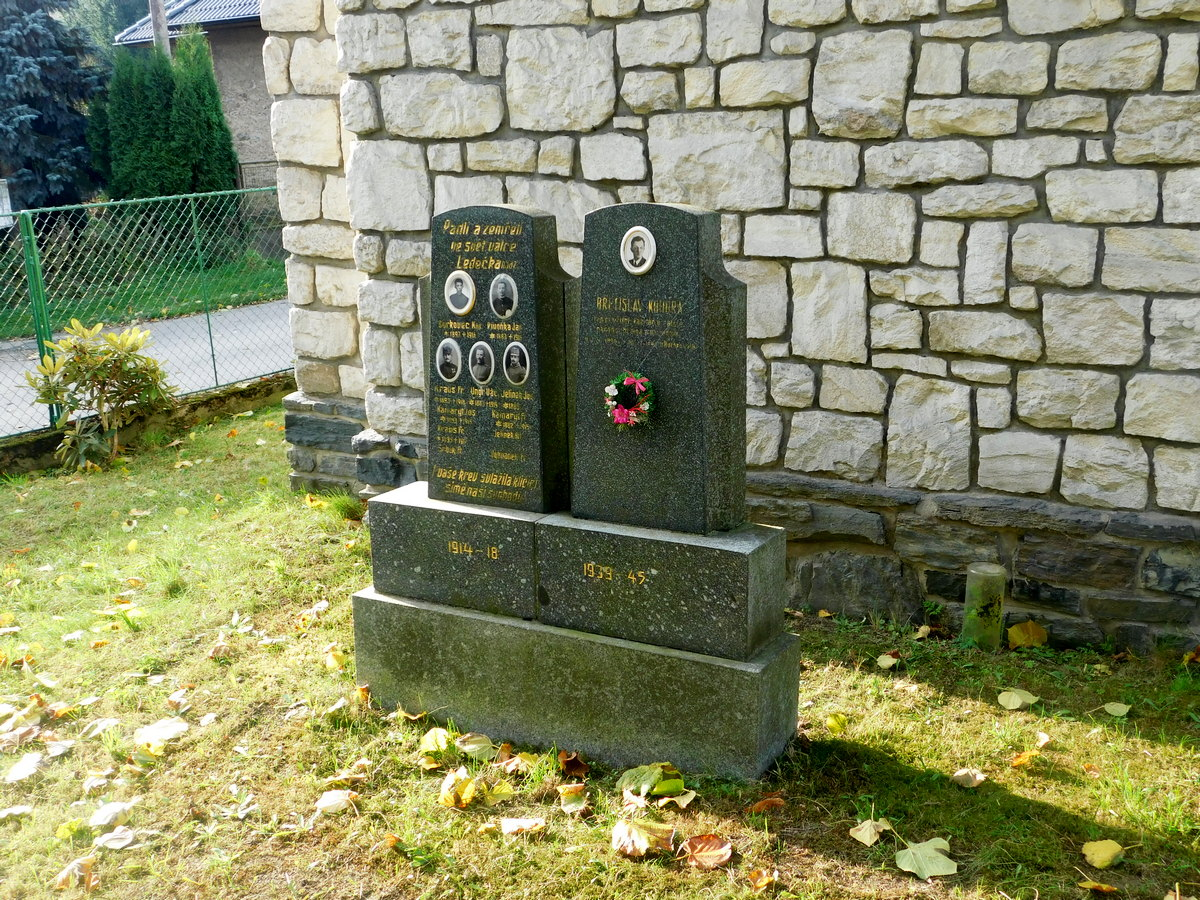
Памятник полеглим у Ледечку

## Релігія
- Каплиця святої Анни (чеськ. Kaple svaté Anny) — римо-католицький храм, що належить Сазавській парафії.

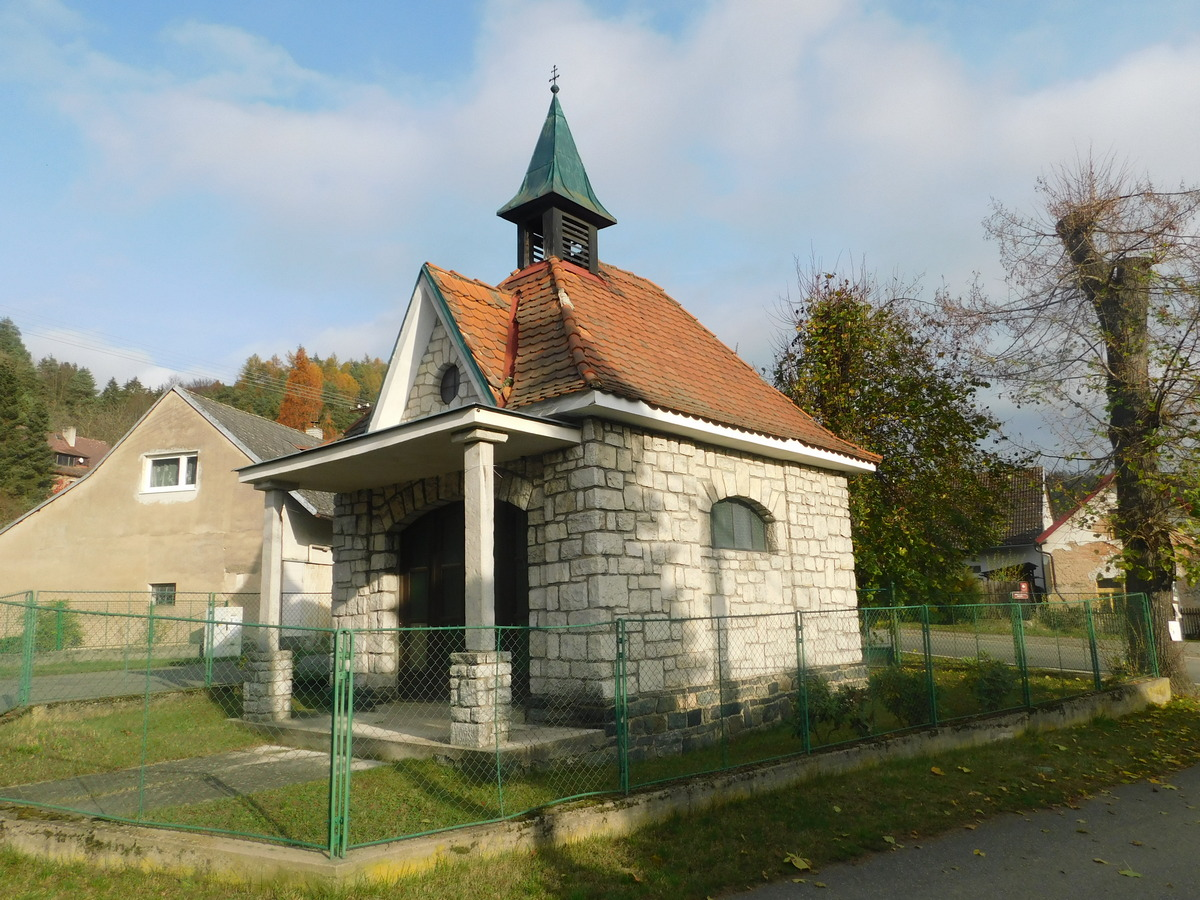
Каплиця святої Анни

## Транспорт
Залізнична станція Ледечко (Ledečko) на залізничній лінії 212, між Ледечко і Коліним. Збудована 1910 року.

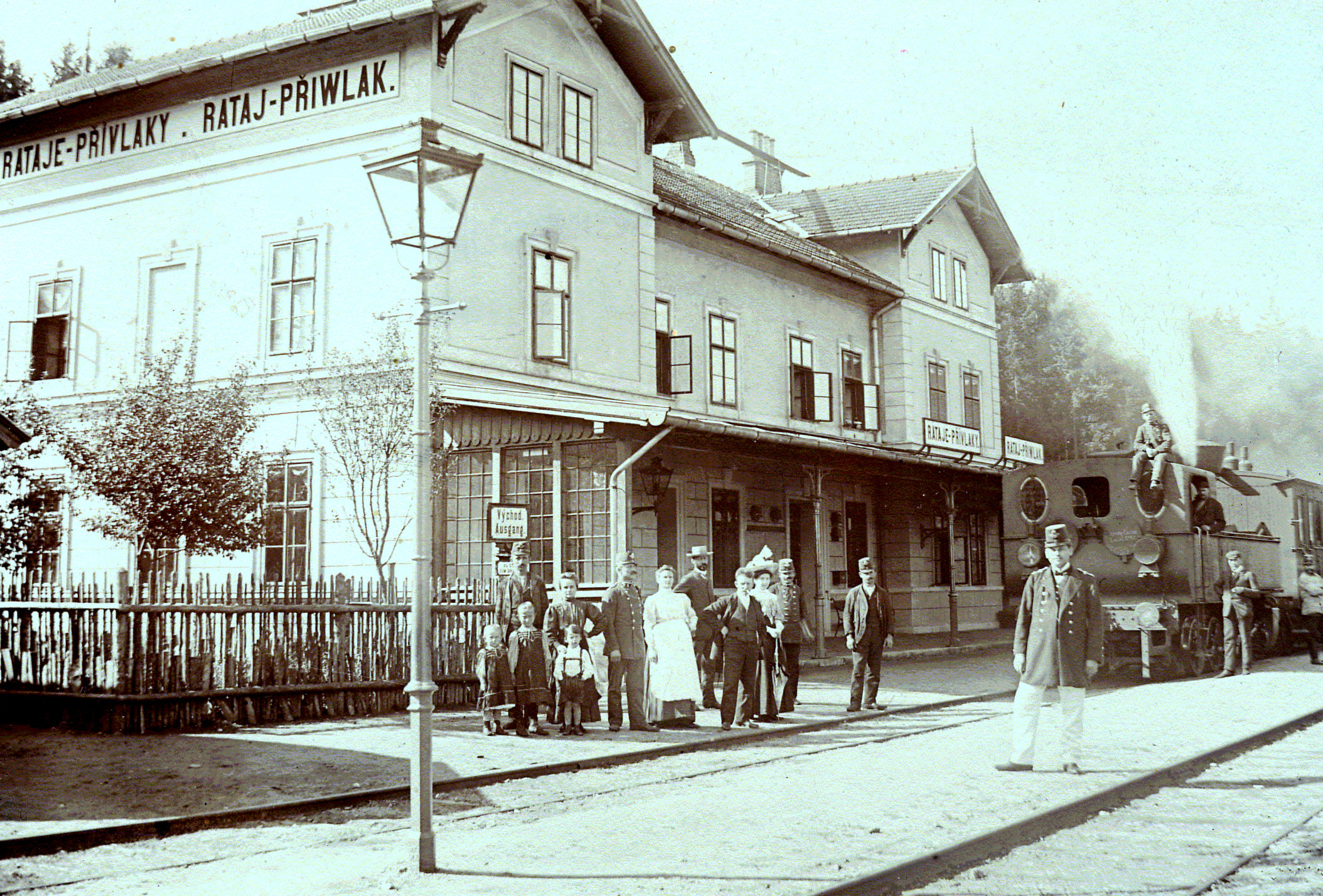
Станція Ледечко (1910)
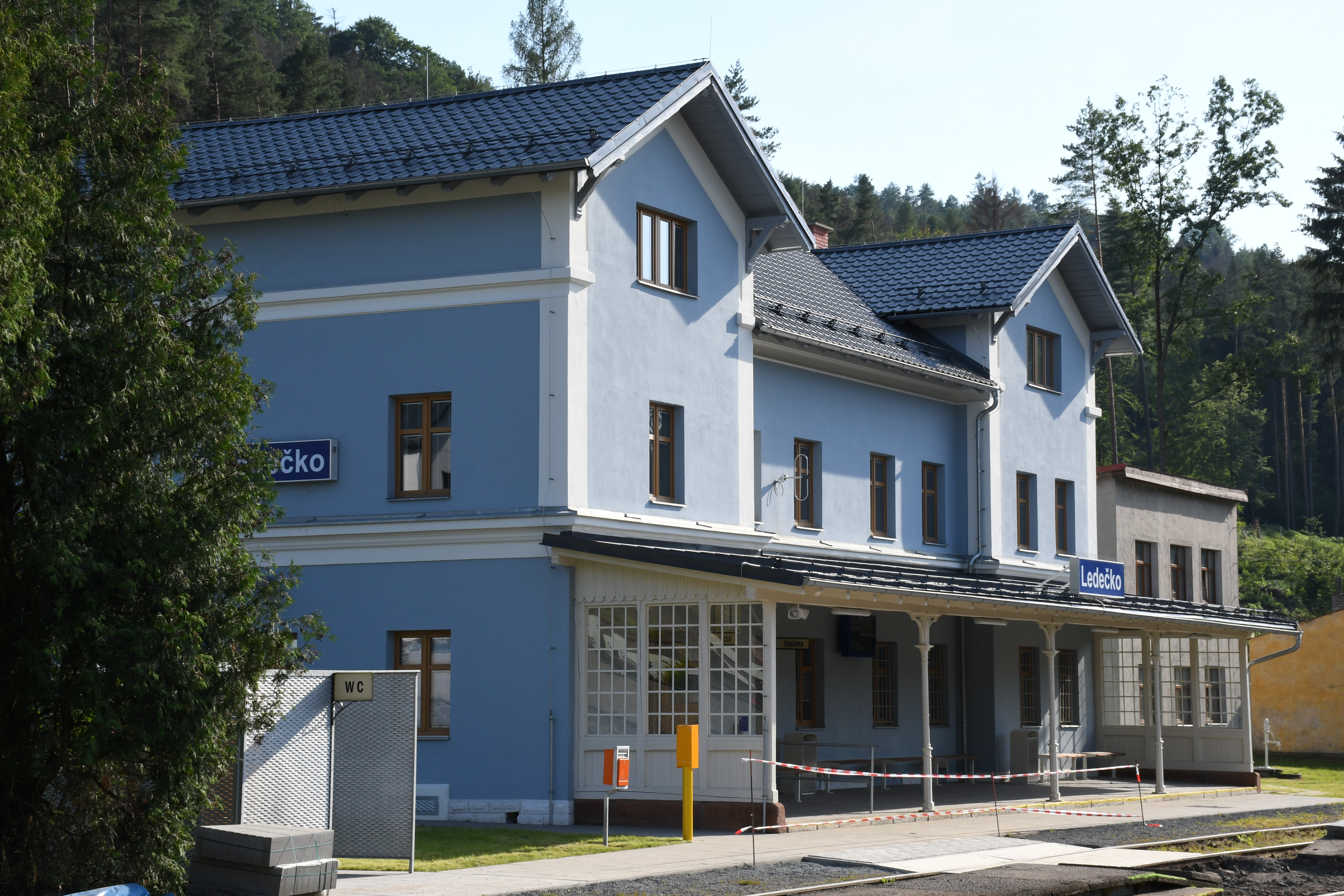
Станція Ледечко (2020)

## У культурі

### Відео-ігри
- 2018: Kingdom Come: Deliverance